# Microstylum brunnipennis
Microstylum brunnipennis là một loài ruồi trong họ Asilidae. Microstylum brunnipennis được Macquart miêu tả năm 1849.